# Homocnemia albovittata
Homocnemia albovittata är en insektsart som beskrevs av Costa 1857. Homocnemia albovittata ingår i släktet Homocnemia och familjen Caliscelidae. Inga underarter finns listade i Catalogue of Life.